# Louisiana Purchase Exposition
De Louisiana Purchase Exposition, informeel ook bekend als Saint Louis World's Fair, was een wereldtentoonstelling die in 1904 plaatsvond in St. Louis, Missouri. Het Bureau International des Expositions heeft de tentoonstelling achteraf erkend als de 14e universele wereldtentoonstelling.
De tentoonstelling viel samen met de Olympische Zomerspelen 1904, die eveneens in St. Louis werden gehouden.

## Achtergrond

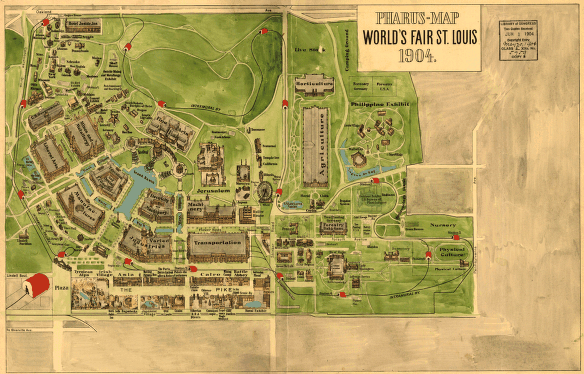
Kaart van de wereldtentoonstelling.

De tentoonstelling werd gehouden ter viering van het 100-jarig jubileum van de Louisiana Purchase, waar de tentoonstelling tevens haar naam aan te danken heeft. De tentoonstelling had eigenlijk in 1903 moeten plaatsvinden, maar moest door omstandigheden worden uitgesteld. De verplaatsing van de datum maakte het onder andere voor meer staten en landen mogelijk om deel te nemen.
De tentoonstelling werd geopend op 30 april 1904, en sloot op 1 december 1904. St. Louis' eigen jaarlijkse tentoonstelling, die sinds 1884 werd gehouden, werd speciaal voor de wereldtentoonstelling een jaar overgeslagen.
Het gebied van de tentoonstelling besloeg een oppervlak van 4,9 vierkante kilometer. De indeling van het terrein werd grotendeels ontworpen door George Kessler. Het grondgebied van de tentoonstelling maakt tegenwoordig deel uit van het Forest Park en de campus van de Universiteit van Washington. De tentoonstelling was destijds de grootste ooit. Er stonden 1500 gebouwen, verbonden door 120 kilometer aan wegen en voetpaden. Het grootste gebouw was het Paleis voor Landbouw, met een oppervlakte van 324.000 vierkante meter.
Naast de Verenigde Staten waren er 62 andere landen vertegenwoordigd op de tentoonstelling. Van de Amerikaanse staten waren er 43 op de tentoonstelling vertegenwoordigd.

## Architectuur

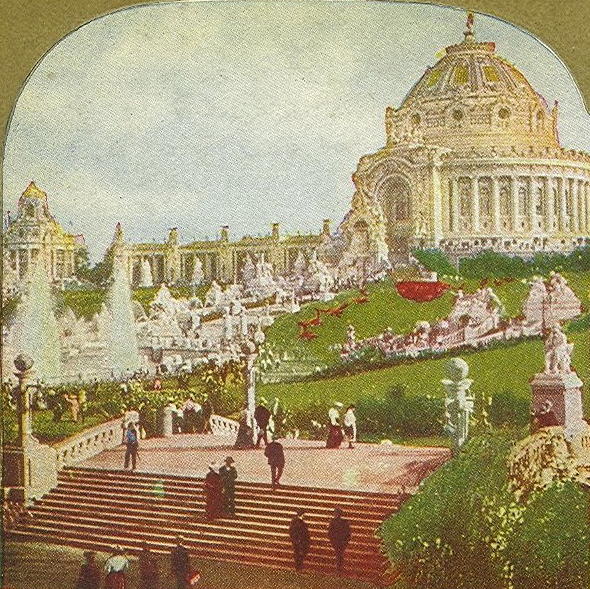
Festival Hall

Kessler, die ook het terrein van de tentoonstelling indeelde, ontwierp enkele van de belangrijkste gebouwen voor de tentoonstelling. Er deden echter geruchten de ronde dat Frederick Law Olmsted, die een jaar voor de tentoonstelling stierf, het park en het terrein voor de tentoonstelling zou hebben ontworpen. Deze verwarring komt mogelijk door het feit dat Kessler tijdelijk voor Olmsted gewerkt had als ontwerper van Central Park. Tevens was Olmsted betrokken bij het ontwerp van Forest Park in New York.
Net als bij de World's Columbian Exposition waren vrijwel alle gebouwen gebouwd in neoklassieke stijl. Tevens waren ze duidelijk gemaakt om maar tijdelijk te blijven staan.
Het Paleis voor de Schone Kunsten, ontworpen door architect Cass Gilbert, bevatte een interieur gebaseerd op dat van de Romeinse Thermen van Caracalla. Dit gebouw bestaat nog steeds en doet nu dienst als het Saint Louis Art Museum.
Het administratiegebouw van de tentoonstelling is tegenwoordig de Brookings Hall, het bekendste gebouw op de campus van de Washington-universiteit. Een kopie van het gebouw werd in 1905 bij de Northwest Missouri State University gebouwd.
Het grootste staatsgebouw op de tentoonstelling was dat van de staat Missouri. Dit gebouw brandde in de nacht van 18 op 19 november 1904, 11 dagen voor het officiële einde van de tentoonstelling, af. Enkele stukken, waaronder het meubilair, konden worden gered, maar omdat de tentoonstelling bijna ten einde was, werd het niet opnieuw gebouwd.

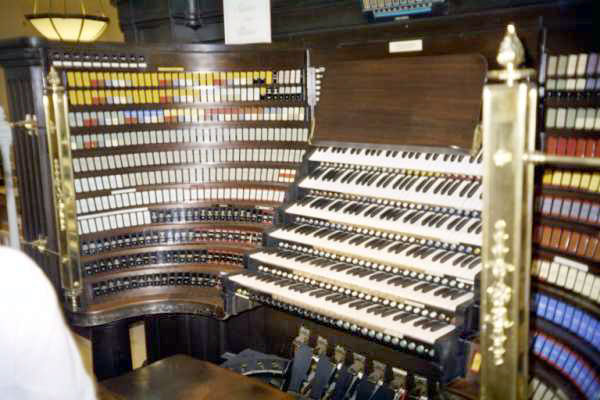
Het orgel in de Festival Hall

Een ander noemenswaardig gebouw was de Festival Hall, waar onder andere het grootste orgel ter wereld stond. Dit orgel was gemaakt door de Los Angeles Art Organ Company. Na de tentoonstelling werd het gekocht door John Wanamaker voor zijn nieuwe winkel in Philadelphia.
Een gebouw werd pas na de tentoonstelling gebouwd: het Jefferson Memorial. Dit gebouw werd gefinancierd met de opbrengst van de tentoonstelling en is opgetrokken nabij de voormalige ingang van het terrein waar de tentoonstelling plaatsvond. Het gebouw is bedoeld als eerbetoon aan Thomas Jefferson, die verantwoordelijk was voor de Louisiana Purchase. Het gebouw is nu het hoofdkwartier van het Missouri History Museum.

## Andere attracties
Voor de tentoonstelling werd het Ferris Wheel in Chicago afgebroken om op het tentoonstellingsterrein weer te worden opgebouwd. Op de tentoonstelling werden ook enkele nieuwe voedselproducten geïntroduceerd. Zo zou volgens veel verhalen het bekende oubliehoorntje zijn uitgevonden voor de tentoonstelling. Aannemelijker is echter dat het hoorntje al eerder bestond, maar pas door deze tentoonstelling grote bekendheid verkreeg. Andere voedselproducten die vaak worden toegeschreven aan de tentoonstelling (hoewel dit niet altijd ondersteund wordt door bronnen) zijn de hamburger, de hot dog, ijsthee, pindakaas en de suikerspin.
Richard Steiff was overgekomen uit Duitsland om zijn teddyberen te promoten, genoemd naar Theodore Roosevelt, de Amerikaanse president van dat moment. Ze werden een groot succes.
De tentoonstelling diende als inspiratie voor het lied Meet Me in St. Louis, Louis, dat in de loop der jaren door veel artiesten is gezongen. De tentoonstelling en het lied maken beide deel uit van de film Meet Me in St. Louis (1944).
De tentoonstelling bevatte ook zogenaamde 'menselijke dierentuinen', waar leden van inheemse stammen werden tentoongesteld.

## Noemenswaardige bezoekers
Onder de bezoekers van de tentoonstelling bevond zich John Sousa, wiens band speelde tijdens de openingsceremonie en enkele andere dagen. Scott Joplin en Thomas Edison zouden de tentoonstelling ook hebben bezocht.
President Theodore Roosevelt opende de tentoonstelling door middel van een bericht via de telegraaf, maar bezocht de tentoonstelling pas persoonlijk na zijn herverkiezing in november 1904. Dit omdat hij naar eigen zeggen de tentoonstelling niet voor politieke doeleinden wilde gebruiken.
De beroemde Franse organist Alexandre Guilmant speelde een paar keer op het grote orgel in de Festival Hall. Verder werden er lezingen gegeven door J.T. Stinson en Helen Keller.

## Galerie

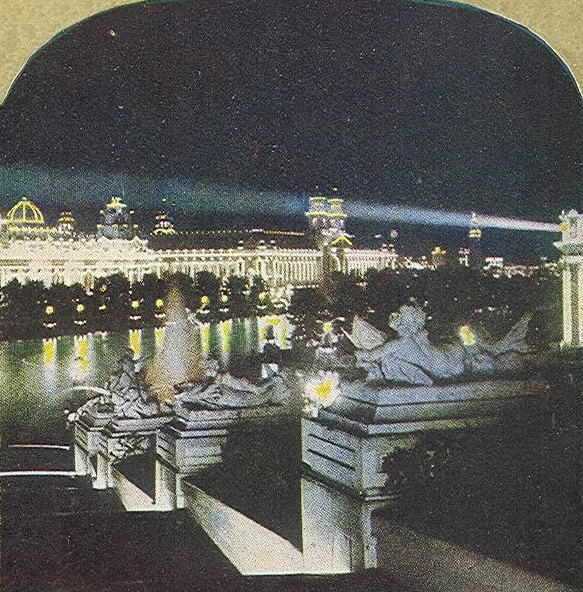
Het elektriciteitsgebouw bij nacht
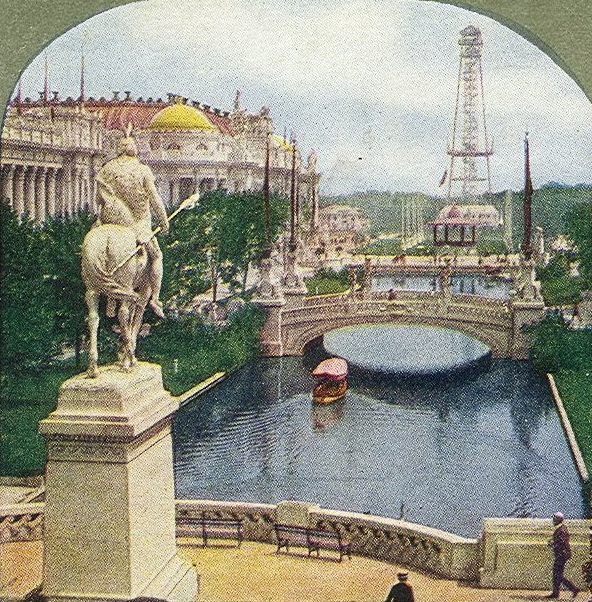
De oostelijke lagune, met op de voorgrond het standbeeld van Saint Louis.
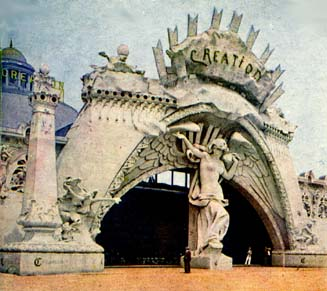
Ingang van de creatie-tentoonstelling.
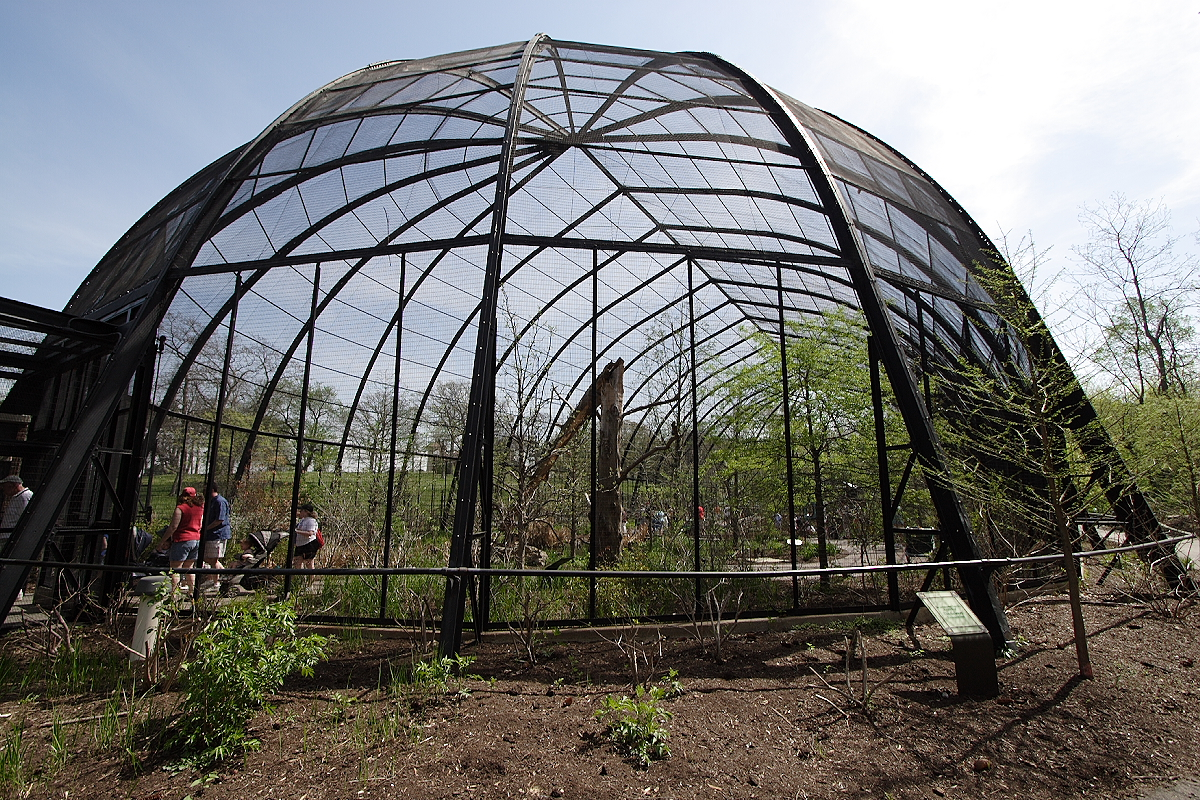
Een volière.